# Russula azurea
Russula azurea Bres., 1882 è un fungo basidiomicete della famiglia Russulaceae.
Benché affine come caratteristiche generali agli altri membri del genere Russula, la specie si diversifica dalla Russula subazurea per le dimensioni minori, per il tipico colore blu-ametista del cappello e per la sua presenza nei pressi del peccio, noto anche come abete rosso, (Picea abies).
Caratterizzata nell'aspetto anche da lamelle e gambo bianchi, la Russula azurea è un fungo commestibile, dalla carne dolce e dall'odore non significativo.
A supporto dell'identificazione durante la raccolta, reagisce debolmente al contatto con tintura di guaiaco, mentre con solfato ferroso la carne vira leggermente al grigio-rosa pallido.